# Stephan Bergmann

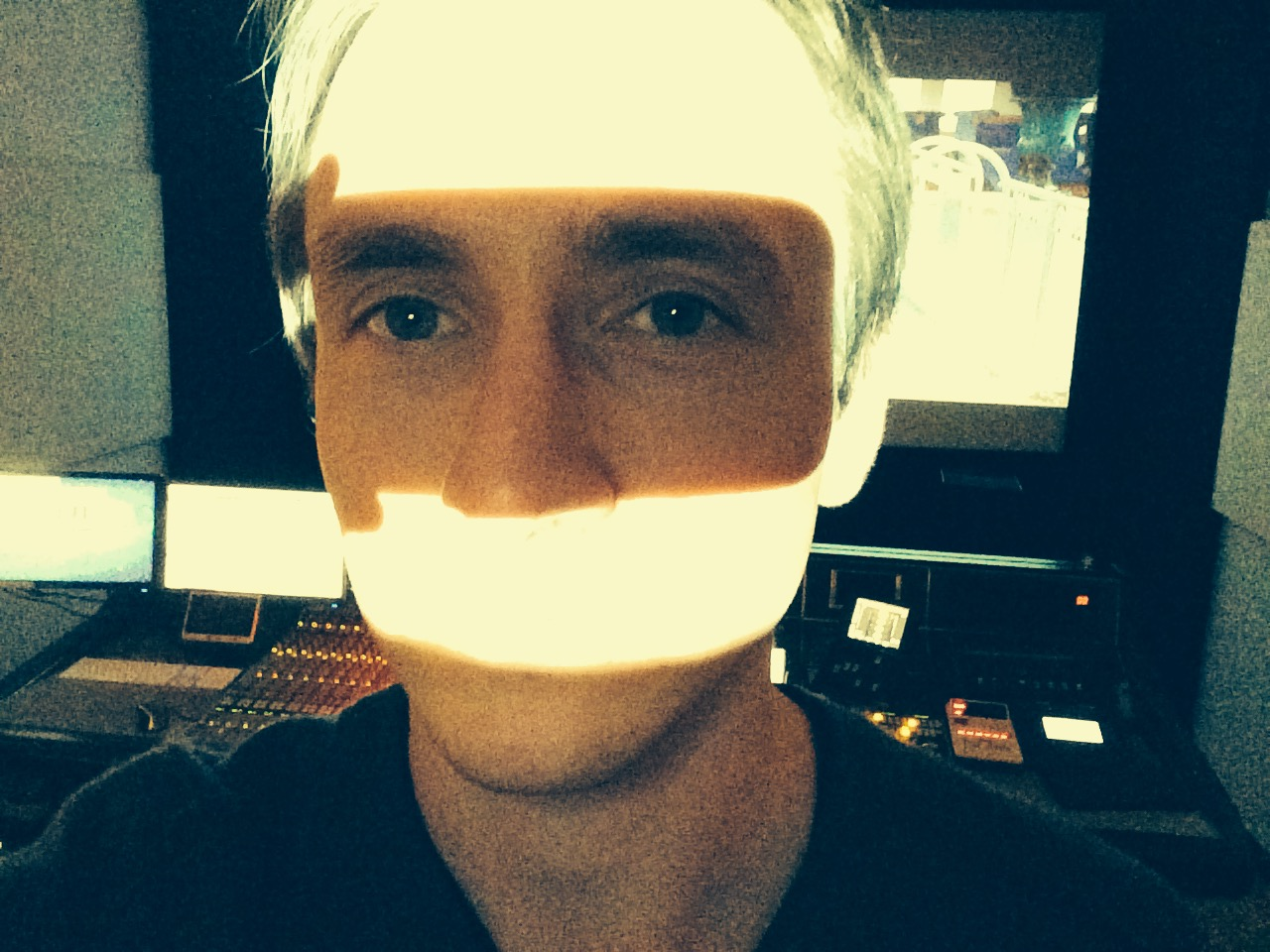
Stephan Bergmann

Stephan Bergmann (* 1980 in Graz) ist ein österreichischer Regisseur.

## Leben
Nach der Matura arbeitete Bergmann als Radio-Musikredakteur bei Radio Helsinki in Graz. An der Donau-Universität in Krems besuchte er einen Lehrgang für TV-Journalismus. Weiterhin studierte er am Institut für Architektur und Medien in Graz. Von 2007 bis 2010 folgte das Studium der Fächergruppe Film/Fernsehen an der Kunsthochschule für Medien Köln, welches er mit dem Diplom Mediale Künste abschloss. Er ist Mitglied der Medienkunstgruppe sofa23 und wohnt in Bonn. Bei der Game Art wird er als namhafter Game Artist geführt. Bergmann ist Fan des 1. FC Köln und des Grazer AK.

## Filmografie
- 2009 Wir sind in die Welt gevögelt und können nicht fliegen. Der Dichter Werner Schwab
- 2010: Zeche is nich – Sieben Blicke auf das Ruhrgebiet (auch Drehbuch)
- 2012: No Quick Fix (auch Drehbuch und Schnitt)
- 2015: Die letzten Gigolos
- 2021: Endlich Unendlich

## Auszeichnungen
- Nominee „First Steps“ Der deutsche Nachwuchspreis 2012
- Wim Wenders Stipendium 2015